# Cultura talayótica
Cultura talayótica (ou talaiótica) é o nome que corresponde à sociedade que se desenvolveu por volta da Idade do ferro nas ilhas espanholas de Maiorca e Minorca, possuindo toda uma característica própria.

## Inícios da cultura talayótica
Suas origens nas Ilhas Gimnésias datam do final do segundo milênio antes da Era Cristã ou vulgar, quando a indevidamente nomeada cultura pré-talayótica entrou em crise e viveu sua consequente evolução. Seu nome procede dos "talayots", que são as construções mais emblemáticas e abundantes da pré-história balear.
Até os finais do século XX se considerava que esta sociedade havia surgido da interação de novos povos procedentes do Mediterrâneo oriental com o povos originais das ilhas, quer como invasores, quer como integração pacífica com as populações. As datas coincidiam com o que se tem denominado como a crise dos Povos do Mar, que revolucionou as sociedades deste extremo do Mediterrâneo desde o século XIII a.C. Baseando-se principalmente nos restos arquitetônicos que abundam em Maiorca e em Minorca, se estimou que os talayóticos eram mais belicosos que os antigos povoadores, pois abundam as torres "defensivas" (os talayots) e os povoados murados. Ademais, o talayots apresentam muitas semelhanças com as nuragas da ilha da Sardenha, o que reforçava a teoria de sua possível procedência sarda.
As escavações encetadas entre o final do século XX e início do XXI entretanto reportaram a cronologia dos talayots para os primórdios do primeiro milênio a.C., o que desvincula sua construção dos acontecimentos da crise dos Povos do Mar e das construções sardas. Além disso, cada vez mais são encontradas provas de que a mudança entre a Cultura pré-talayótica do final da Idade do Bronze foi na verdade uma evolução ocorrida ao longo de vários séculos, e como consequência de crise interna. Ainda assim, não se pode menosprezar a possível influência de fatores externos, pois a existência da liga de bronze, que requer o estanho (mineral inexistente nas baleares), indica que nunca deixaram de existir contatos relativamente freqüentes desses povos com o mundo exterior.

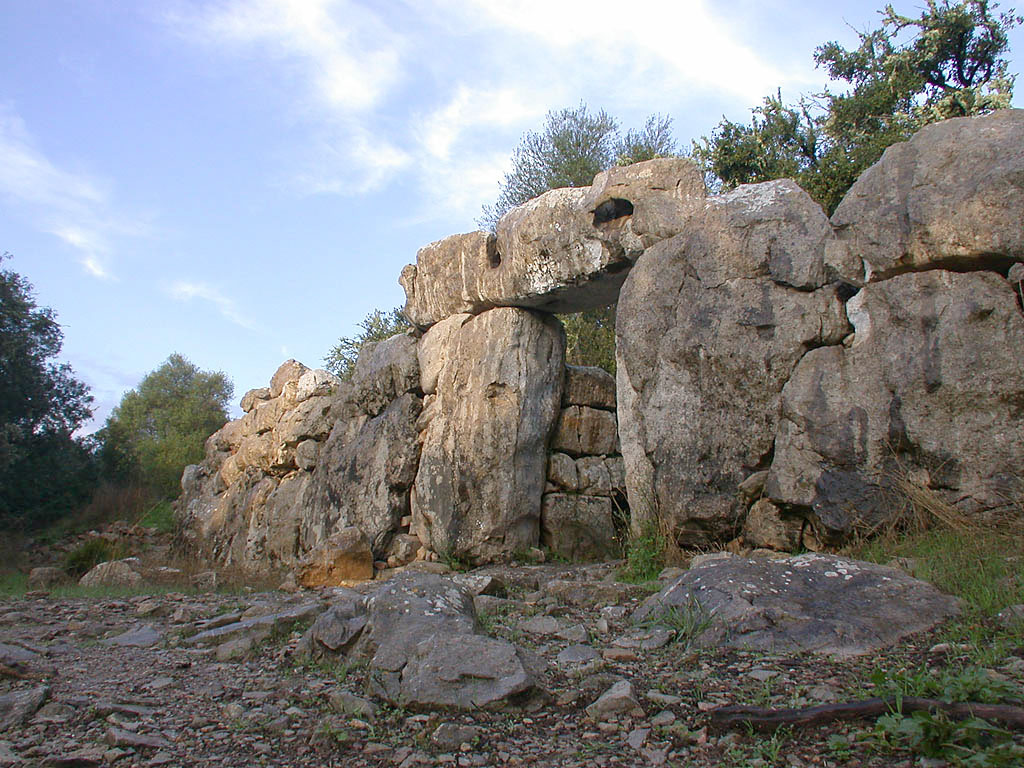
Entrada e muralha do povoado talayótico de Ses paisses, em Maiorca

Os primeiros indícios da "futura" Cultura Talayótica se apresentam em finais do segundo milênio a.C., quando a sociedade anterior se encontra comprometida entre o crescimento populacional, a ineficiência de seus recursos produtivos, e o território insular limitado. Em essência, o conhecimentos de agricultura que havia trazido consigo os primeiros habitantes, mais de um milênio antes, na Idade do Cobre, se limitavam ao cultivo de roças: queimar os terrenos silvestres e semear sobre as cinzas. Esta técnica provocara uma rápida deterioração da terra fértil, e pode ter sido a principal causa para que, ao fim da Idade do Bronze, passaram os habitantes a uma dieta quase que exclusivamente de carne. A capacidade de produção de alimentos é menor quando aumenta o território dedicado ao pasto, o que pode ter sido um fator fundamental para a crise do modelo sócio-econômico existente ali e que, depois de vários séculos, desembocou na Cultura Talayótica. Um dos principais fatores que apontam para essa evolução interna, em lugar do repovoamento exterior, é a continuidade evolutiva das formas cerâmicas ao largo da transição entre as duas épocas.
As formas mais visíveis da nova formação social são na sua arquitetura: em finais do segundo milênio começam a aparecer grandes construções de pedra, algumas delas aproveitando e reciclando construções anteriores (as chamadas habitações naviformes). Estas construções monumentais só puderam ser feitas sob uma nova organização social, fortemente hierarquizada e ordenada sob um comando central. A família como unidade produtiva, própria da Idade do Bronze nas Baleares, havia cedido espaço para a estruturação da produção baseada em povoados, e ao surgimento de classes sociais.
A situação de crise no seio da sociedade insular, e a falta de uma solução efetiva, ao menos até que reaparecesse a agricultura, levou a uma radicalização da sociedade que provocou um crescimento exagerado das construções de caráter ritual e de ostentação. A maioria dos arqueólogos considera que, tanto os talayots como as muralhas dos povoados, se bem possam cumprir uma função defensiva primária, não são realmente eficazes, e sua construção responde, mais adequadamente, à capacidade de levantar grandes construções. Além disso, a subsistência desses habitantes, em ilhas dos tamanhos de Maiorca e Minorca implica na necessidade de manutenção de relações fluidas entre as cidades, a fim de que pudesse existir a troca sanguínea, e isto pode ser deduzido pela uniformidade dos modos de fazer a cerâmica: o feitio de utensílios cerâmicos e outros objetos eram atribuição feminina, e estas eram quem, vendo-se obrigadas a se instalarem na cidade do seu companheiro, transmitiam as técnicas e modos para os diversos povoados.

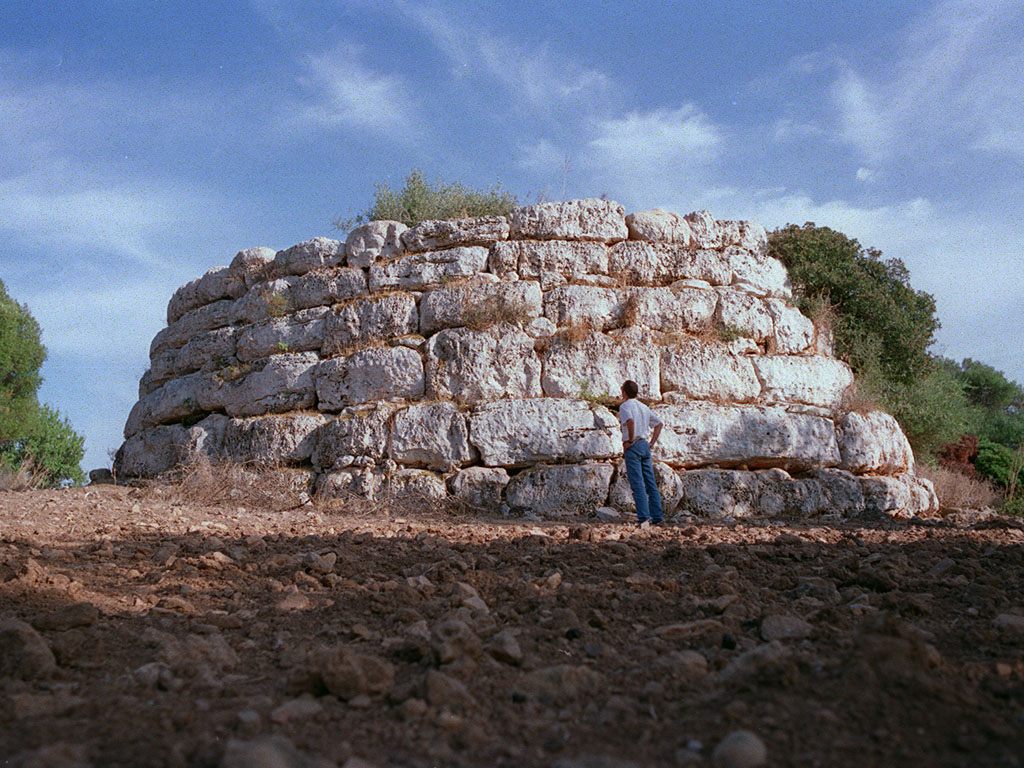
Talayot circular de Maiorca

As investigações apontam que todos os talayots foram construídos antes do século VIII a.C. Em contraponto os poucos dados relativos às muralhas que rodeiam quase todos os povoados da Maiorca e alguns de Minorca apontam que estas surgem a partir desse mesmo século. Tanto para uma função defensiva quanto ornamental, seu surgimento denuncia que a crise que havia desembocado na formação da sociedade talayótica foi uma tentativa falsa de solução pela mudança de modelo social. De fato, um dos fatores primordiais, que foi a dependência quase exclusiva do pastoreio, continuava sem solucionar o problema e, enquanto isso não ocorresse, a sociedade ver-se-ia submetida a fortes tensões entre o crescimento da população e sua capacidade para explorar os limitados recursos naturais.
Apesar de a sociedade da Idade do Ferro em Maiorca e Minorca ter recebido a mesma denominação para ambas as ilhas, as semelhanças entre elas não são tão profundas. Estes monumentos apresentam similitudes suficientes para demonstrar que nunca deixou de haver contatos entre ambas, mas suas diferenças apontam para que cada ilha enfrentou a crise do seu modo. A seguir há uma descrição do que foi a Cultura Talayótica em Maiorca e em Minorca, baseados principalmente em suas características arquitetônicas, que são as que melhor se conservaram.

## O Talayótico em Maiorca

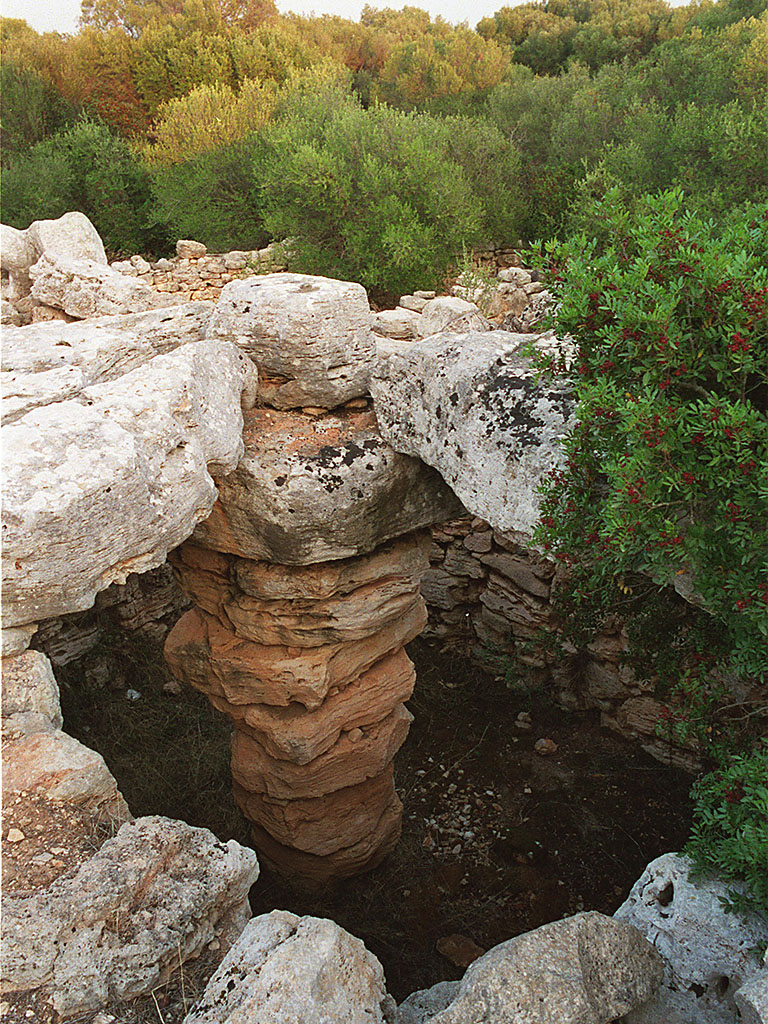
Coluna central e lajes do teto de um talayot de Maiorca

Os primeiros grandes monumentos são os Túmulos Escalonados, de caráter funerário. A data de sua construção deve rondar em torno de 1.000 a.C., e muitos deles estão associados a hipogeus de qualquer etapa da Idade do Bronze. A sociedade desta época poderia ser chamada, aleatoriamente, de proto-talayótica, pois começam a apresentar muitos dos caracteres da futura organização social, como o agrupamento, cada vez mais generalizado, em povoados. Em alguns destes povoados se constatou também o "desmanche" das habitações naviformes para reaproveitamento das pedras e construção das habitações dos povoados talayóticos.
Após a mudança de milênio (início do primeiro milênio a.C.), começa a proliferar os talayots da ilha, umas vezes isolados, formando marcos territoriais, outras vezes nas extremidades e, sobretudo, agrupados formando centros cerimoniais. Em Maiorca os centros cerimoniais são tão abundantes como os povoados. Alguns deles consistem em grupos pequenos de turriformes (talayots, túmulos, etc.), dispersos pelo território, e frequentemente delimitando as fronteiras entre os povoados. Também existem centros cerimoniais que consistem em alinhamentos de até sete torreados ao largo de mais de meio quilômetro. A abundância desses centros ressalta a sua importância: eram neles onde seguramente se resolviam as disputas frequentes e também onde deviam se celebrar as numerosas cerimônias festivas onde, além de assinalar as datas significativas para o ciclo econômico (semeaduras, colheitas, caçadas, etc.), os jovens de diferentes povoados poderiam se conhecer para garantir a variedade sangüínea.

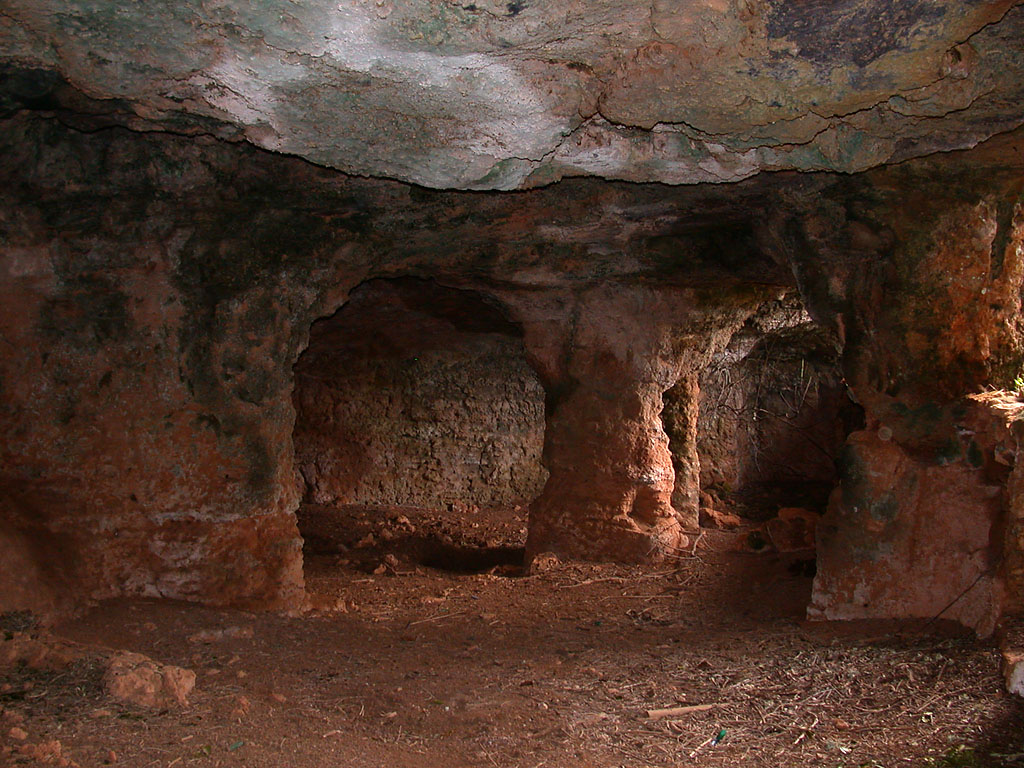
Interior de hipogeu talayótico de Maiorca, com uma coluna escavada na rocha

Também existem os santuários, reconhecíveis porque suas duas esquinas de trás são arredondadas. Os do interior dos povoados são pequenos, e em seu interior só existe uma coluna, mais ou menos centrada. Os de fora dos povoados são muito maiores (de 10 a 15 metros) e podem conter vários pares de colunas.
Os monumentos funerários de Maiorca são variados, do mesmo modo que no período anterior: os sepultamentos são feitos em covas naturais ou em necrópoles de hipogeus. Os hipogeus talayóticos são muito maiores que os da Idade do Bronze, às vezes com colunas talhadas na mesma rocha em que foram escavados, e comumente se realizam a fim de ampliá-los. Também se construiu um grande cemitério cujas tumbas se assemelham a pequenos talayots, tanto circulares quanto quadrados, e pequenas tumbas naviformes. Apesar da predileção pelos enterramentos em hipogeus, durante a Cultura Talayótica se introduziu uma novidade: o sepultamento com cal.

## O Talayótico em  Minorca

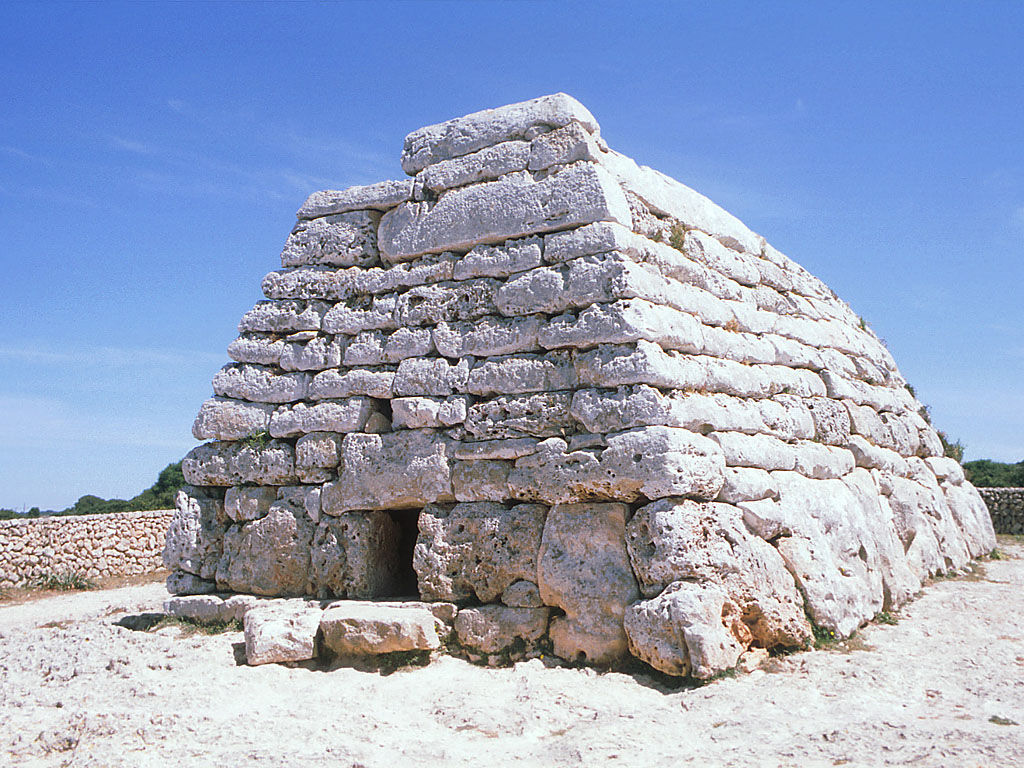
Tumba naviforme de Es Tudons, Minorca

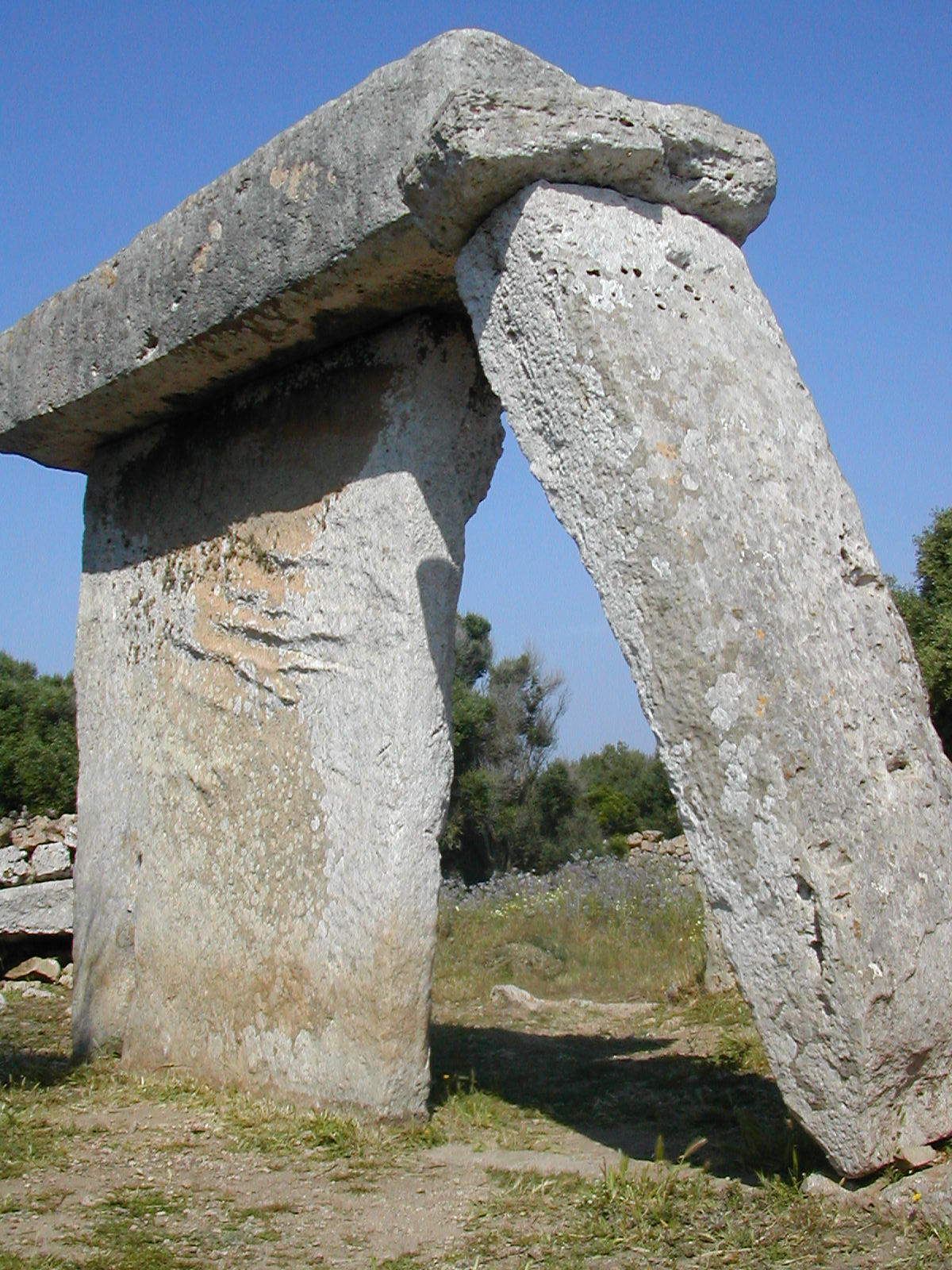
Taula de Talatí de Dalt, perto de Mahón, Minorca

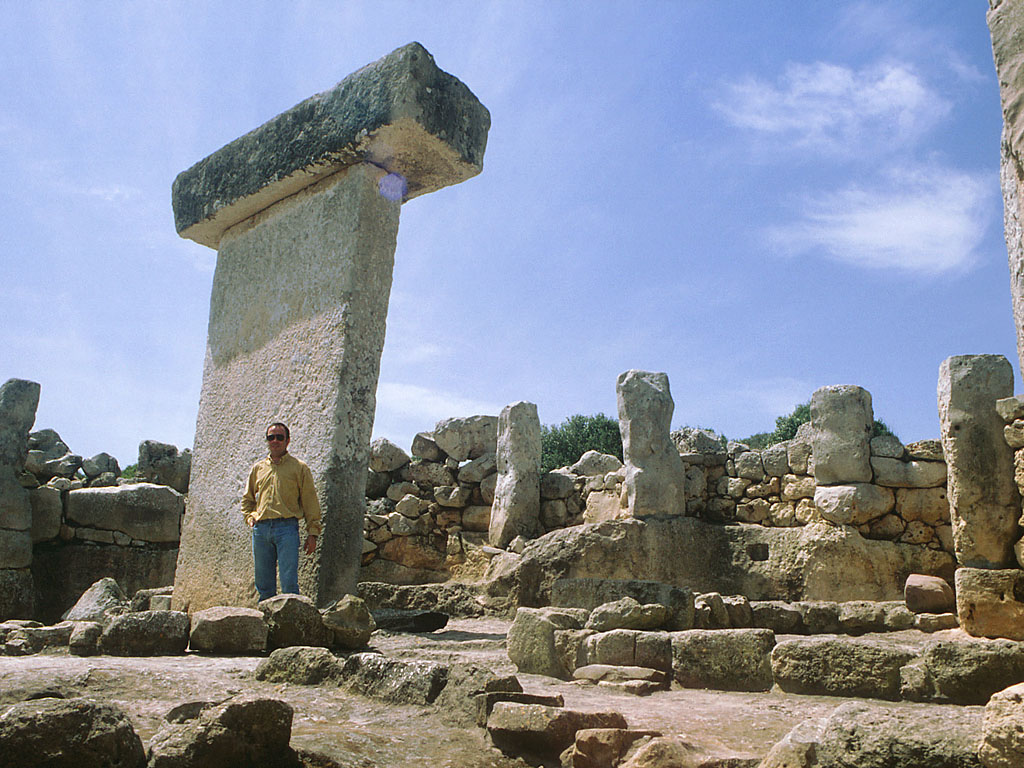
Taula de Torralba d'en Salord, Minorca

A reorganização da sociedade em Minorca em torno de chefias e povoados é similar à de Maiorca e, de fato, alguns dos povoados minorquinos são muito mais extensos que os da outra ilha. Isto revela que pode ter existido alguns estamentos sociais mais poderosos, refletindo, quiçá, tensões sociais inda mais intensas do que na ilha vizinha, ou anteriores do que naquela. A variedade de monumentos (sobretudo dos talayots) construídos desde finais da Idade do Bronze, e ao largo da Idade do Ferro supera, largamente, à de Maiorca.
A final do segundo milênio, aparecem as construções funerárias naviformes. Construídas com técnicas talayóticas, mas herdeiras de uma antiga tradição, que lhes proporciona muitas similitudes com os dólmens (ou sepulcros megalíticos), quase um milênio mais antigos. Em todo caso, as tradições funerárias também mantiveram sua variedade: se conhecem sepulturas em naviformes, covas naturais e hipogeus.
A Taula é, por excelência, o monumento cerimonial mais emblemático de Minorca. Trata-se de um santuário cujo recinto tem a forma de ferradura, parecido com os de Maiorca mas que, diverso daqueles, tem um grande monumento central que se assemelha a uma mesa, que lhe dá o nome (taula é mesa, em catalão). Se desconhece a cronologia destes santuários pois, ainda que os recintos puderam existir ao largo de todo o Talayótico, seus monumentos centrais podem pertencer a qualquer data ao largo do primeiro milênio. Visita virtual al poblado talayotico de "Torre d'En Galmes"

## Final do talayótico
Em meados do milênio, a crise que nunca solucionou os fatores que a tinham originado, acabou por fim também com a cultura talayótica. Deixaram de construir talayots, e muitos deles foram destruídos ou reutilizados com fins diferentes aos originais.
A vizinha cidade púnica de Ebussus (atual Ibiza), ampliava sua influência e acabou por entrar em contato com as Gimnésias, comercializando com elas em condições que, com frequência foram qualificadas como colonização. O último quartel do milênio está marcado pelo domínio do Mediterrâneo, em competição, por parte de Roma e Cartago, assim como pelas Guerras Púnicas, que ocorreram entre as duas potências. As sociedades de Maiorca e Minorca se viram encerradas nelas, já em sua plena proto-história, e suas manifestações passam a chamar-se pós-talayóticas.